# Echinaster
Echinaster is een geslacht van zeesterren, en het typegeslacht van de familie Echinasteridae.

## Soorten
- Echinaster aculeata (Gray, 1840)
- Echinaster arcystatus H.L. Clark, 1914
- Echinaster brasiliensis Müller & Troschel, 1842
- Echinaster callosus Marenzeller, 1895
- Echinaster colemani Rowe & Albertson, 1987
- Echinaster cylindricus Meissner, 1892
- Echinaster echinophorus (Lamarck, 1816)
- Echinaster farquhari Benham, 1909
- Echinaster glomeratus H.L. Clark, 1916
- Echinaster graminicola Campbell & Turner, 1984
- Echinaster guyanensis A.M. Clark, 1987
- Echinaster luzonicus (Gray, 1840)
- Echinaster modestus Perrier, 1881
- Echinaster panamensis Leipoldt, 1895
- Echinaster parvispinus A.H. Clark, 1916
- Echinaster paucispinus A.M. Clark, 1987
- Echinaster purpureus (Gray, 1840)
- Echinaster reticulatus H.L. Clark, 1923
- Echinaster sentus (Say, 1825)
- Echinaster sepositus (Retzius, 1783)
- Echinaster serpentarius Müller & Troschel, 1842
- Echinaster smithi Ludwig, 1903
- Echinaster spinulosus Verrill, 1869
- Echinaster stereosomus Fisher, 1913
- Echinaster superbus H.L. Clark, 1916
- Echinaster tenuispinus Verrill, 1871
- Echinaster varicolor H.L. Clark, 1938

## Nomina dubia
- Echinaster crassus Müller & Troschel, 1842
- Echinaster cribella Lutken, 1871
- Echinaster deplanatus Grube, 1857
- Echinaster gracilis Müller & Troschel, 1842
- Echinaster rigidus Grube, 1857
- Echinaster robustus Verrill, 1914

## Voorbeelden

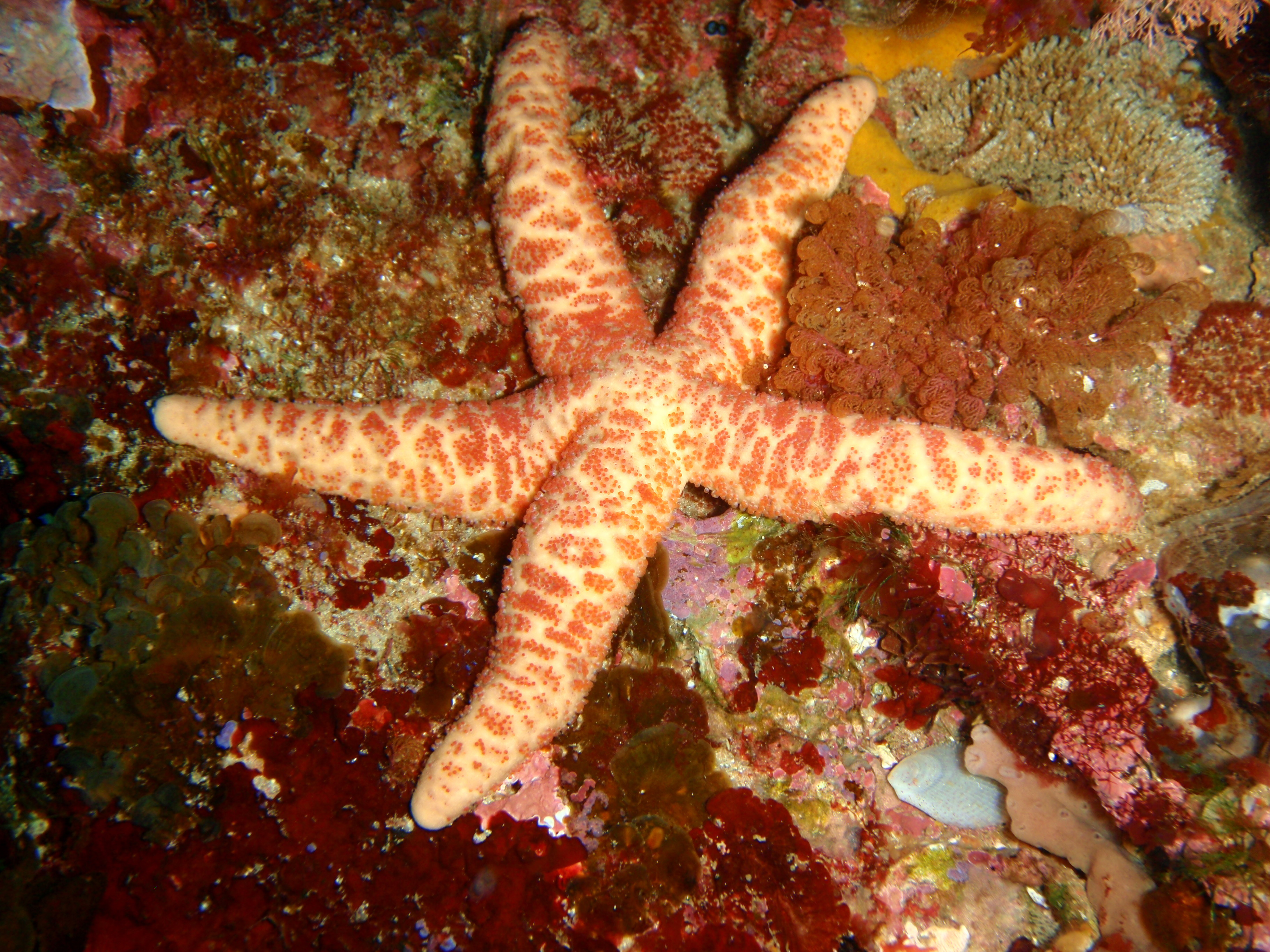
Echinaster arcystatus
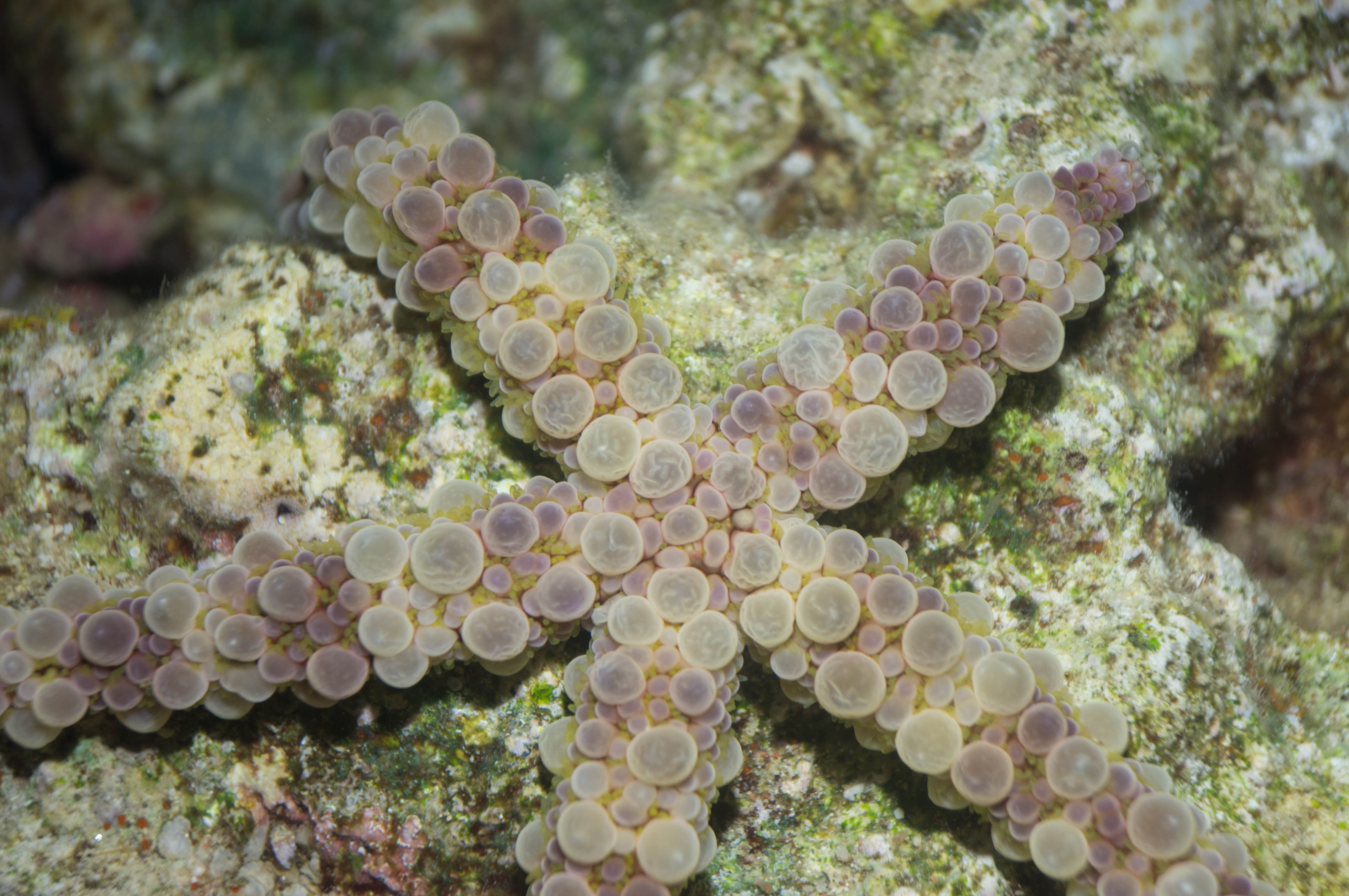
Echinaster callosus
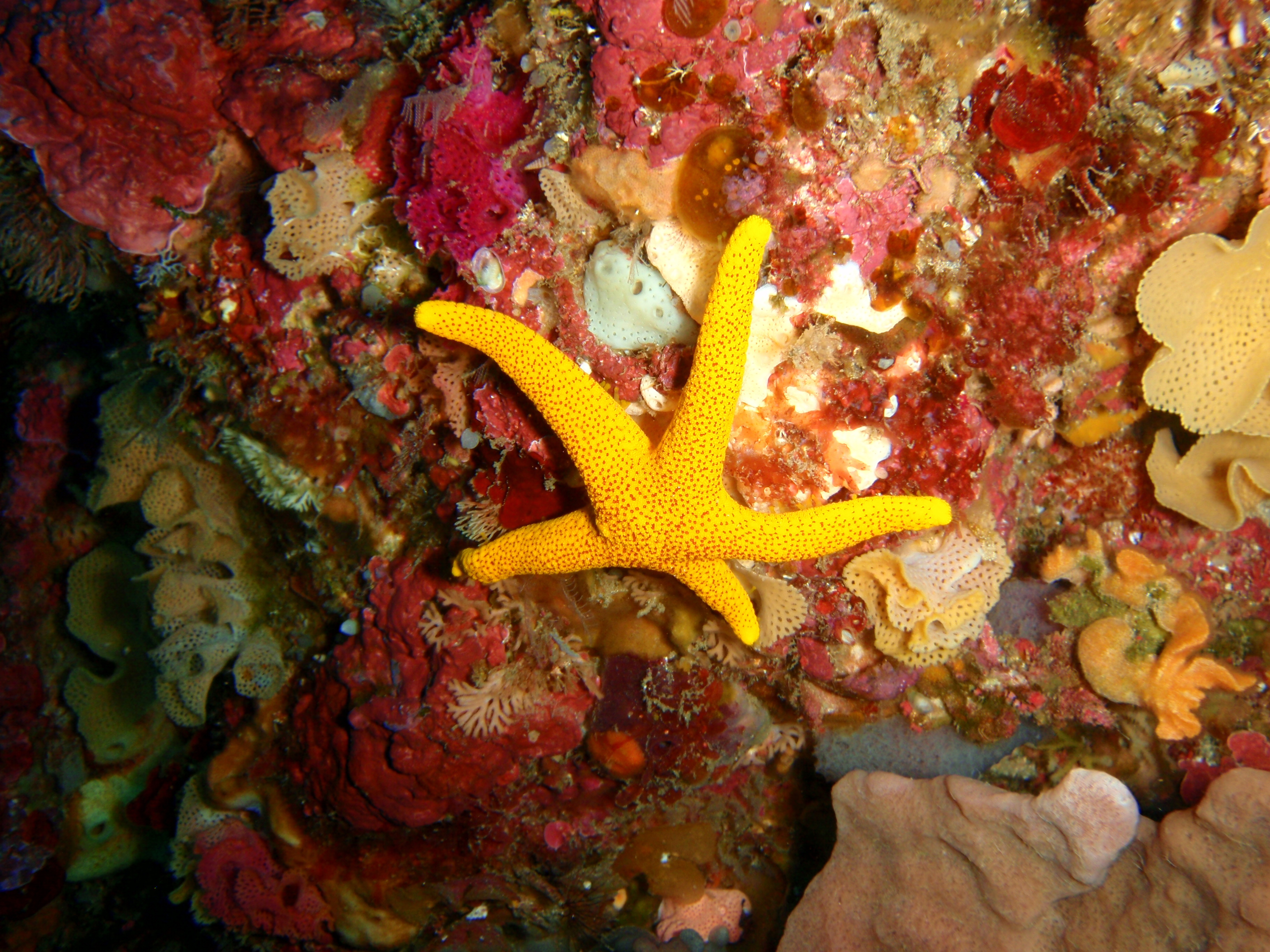
Echinaster glomeratus
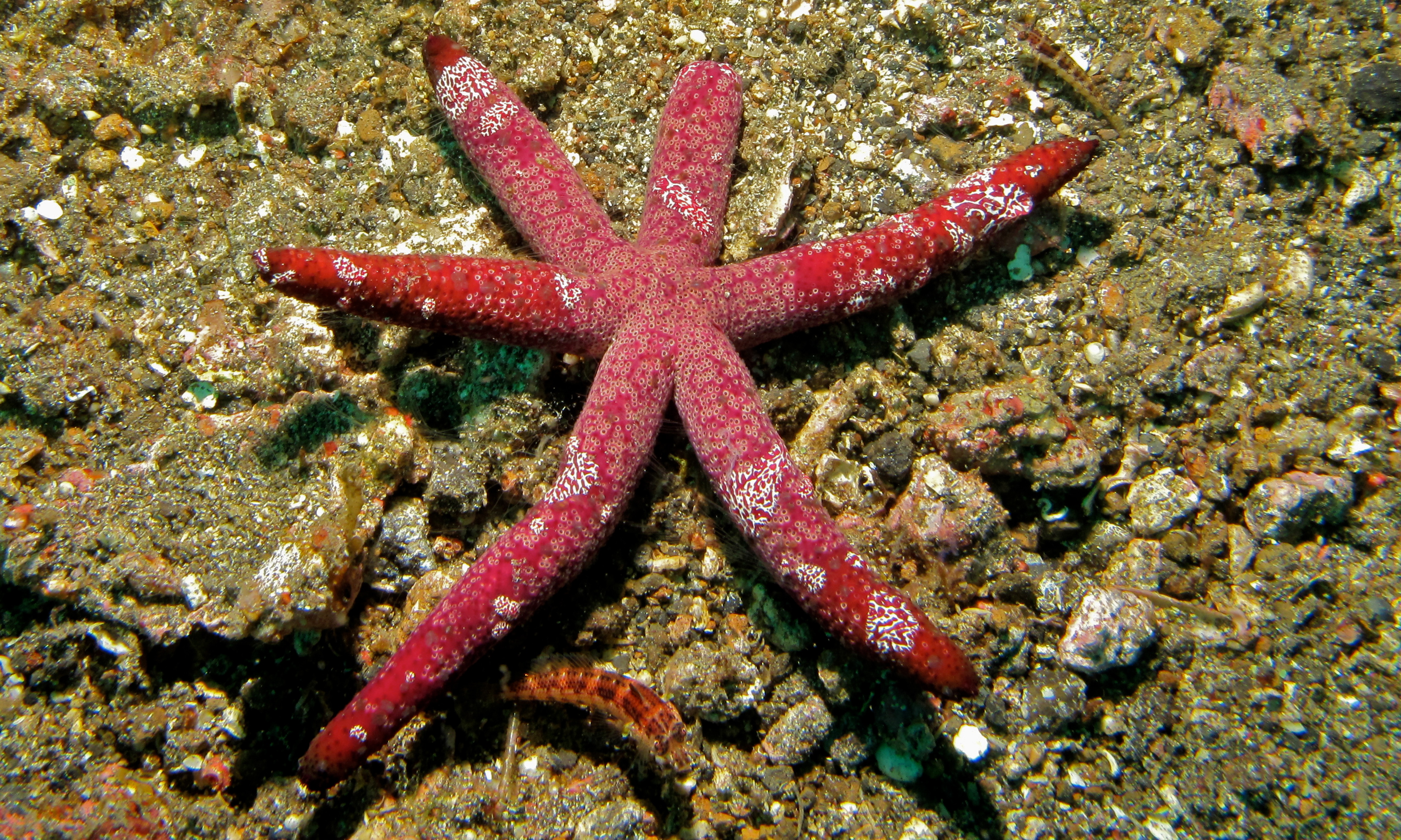
Echinaster luzonicus
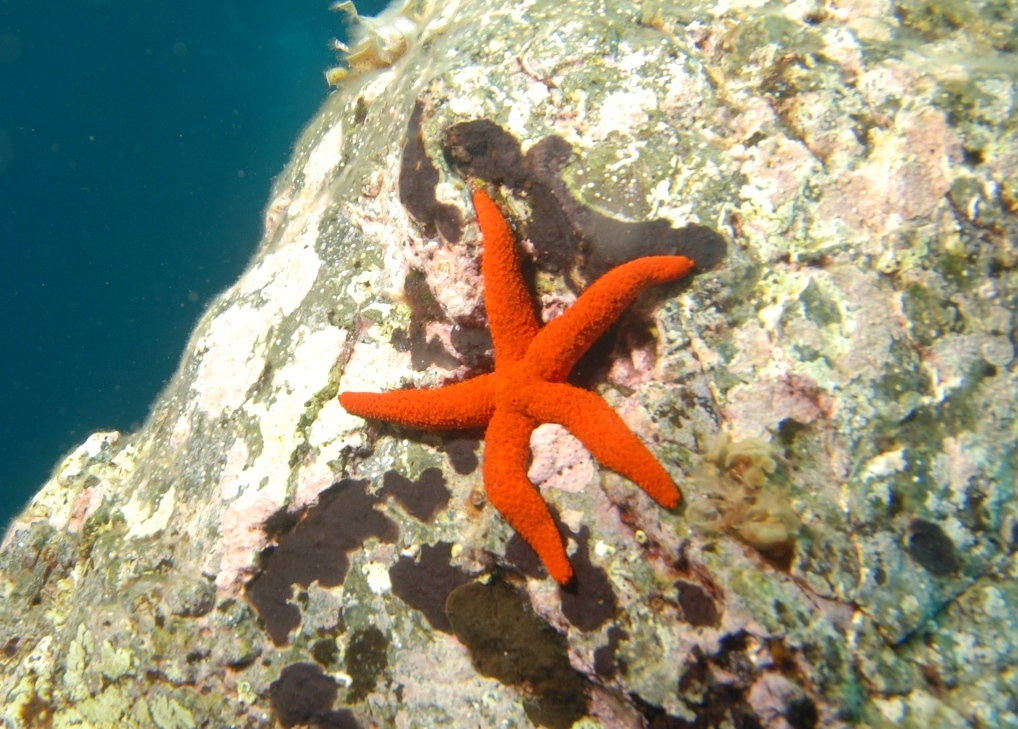
Echinaster sepositus
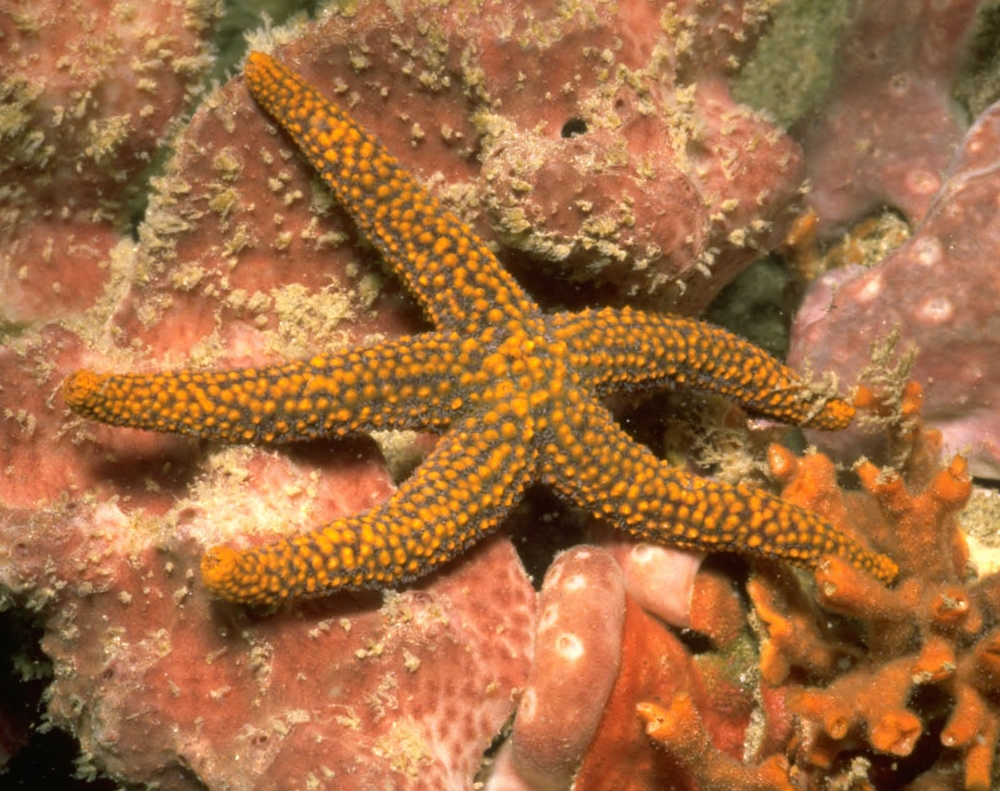
Echinaster spinulosus